# 大和町立小野小学校
大和町立小野小学校（たいわちょうりつ おのしょうがっこう）は、宮城県黒川郡大和町もみじケ丘二丁目にある公立小学校である。

## 沿革
- 1991年（平成3年）4月 - 大和町立宮床小学校小野分校を閉校し、独立開校[2]。

## 学区
小野、もみじケ丘、杜の丘

## 卒業生の進路
公立中学校の場合
- 大和町立宮床中学校